# Église Santa Maria della Pietà in Camposanto dei Teutonici
L'église Santa Maria della Pietà in Camposanto dei Teutonici' (en français : Sainte-Marie-de-la-Pitié-dans-le-Cimetière-des-Teutoniques) est un lieu de culte catholique situé au Vatican, mais faisant partie du quartier du Borgo à Rome en Italie. Elle est officiellement rattachée au Champ Teutonique et Flamand, le cimetière germanique étant en partie situé dans une zone adjacente à la frontière entre le Vatican et à Rome et fait l'objet d'extraterritorialité en faveur du Saint-Siège, car son seul accès se fait par le Vatican. Malgré cela, il s'agit du seul cimetière implanté dans le Vatican.
Le site appartenait à la Schola Francorum, un hospice pour les pèlerins allemands qui était l'une des plus anciennes institutions allemande à Rome. Le terme Teutonique fait référence au peuple allemand. L'église est considérée comme l'église nationale de l'Autriche, de l'Allemagne et des Pays-Bas à Rome.

## Histoire
En 796, Charlemagne, avec la permission du pape Léon III, fonde un hospice pour les pèlerins, destiné à la population de son empire. En rapport avec l'hospice est créée une église dédiée au Sauveur ainsi qu'un cimetière pour l'inhumation des sujets de Charlemagne qui sont morts à Rome. Dès le début, cette fondation est placée sous la garde des autorités ecclésiastiques de Saint-Pierre. Le déclin de l'empire carolingien, peu de temps après cette période, conduit l'hospice, appelé Francorum Schola, sous l'entière juridiction de la basilique, ce qui préserve l'intention initiale, c'est-à-dire le lieu pour les pèlerins et les pauvres. Du fait de la ruine complète qui survient à Rome pendant le séjour des papes à Avignon (1309-1378) mais aussi durant la période suivante du grand Schisme d'Occident, les fondations ecclésiastiques dans les environs de la basilique Saint-Pierre sombrent dans la décadence.
Après le retour des papes, en 1378, l'enthousiasme, à construire et financer les fondations dans cette partie de la ville éternelle, est relancé sous les papes Martin V, Eugène IV et Nicolas V. Le souvenir de Charlemagne et de son hospice reprend dans la grande et influente colonie allemande qui résident alors à Rome et pendant le règne de Martin V (1417-1431), le cimetière est entouré d'un mur construit par Fredericus Alemannus, qui construit également une maison pour ses gardiens. Pendant la période de la peste de 1448, Assonensis Johannis, un confesseur allemand attaché à Saint-Pierre et, plus tard évêque de Wurtzbourg, rassemble ses compatriotes et il fonde une confrérie dont l'objet est de subvenir aux enterrements appropriés pour tous les Allemands pauvres qui meurent à Rome. Cette confrérie construit une église, un nouvel hospice pour les pèlerins allemands, sur le terrain attenant, et développe le Campo Santo en tant qu'institution nationale allemande.
Au cours du XVe siècle, XVIe siècle et même du XVe siècle, la nation allemande est représentée à Rome par de nombreux fonctionnaires de la cour papale et par des guildes de boulangers allemands, des cordonniers, des tisserands. Durant ces périodes, les Allemands sont présents dans tous les secteurs industriels de la vie ordinaire, les banquiers et aubergistes allemands sont particulièrement nombreux. Néanmoins, la baisse régulière de la population allemande à Rome, au cours des XVIIe siècle et XVIIIe siècle, provoque l'oubli du Campo Santo, en tant que fondation nationale mais aussi celui de la fraternité.
L'église est progressivement éclipsée par l'église Santa Maria dell'Anima. En 1876, le pape Pie IX fonde un séminaire pour les prêtres conférenciers allemands spécialisés dans les études archéologiques et l'histoire de l'Église, en remplacement de la Schola Francorum. Aujourd'hui, l'église est toujours un lieu de rassemblement important pour la communauté germanophone à Rome.

## Galerie

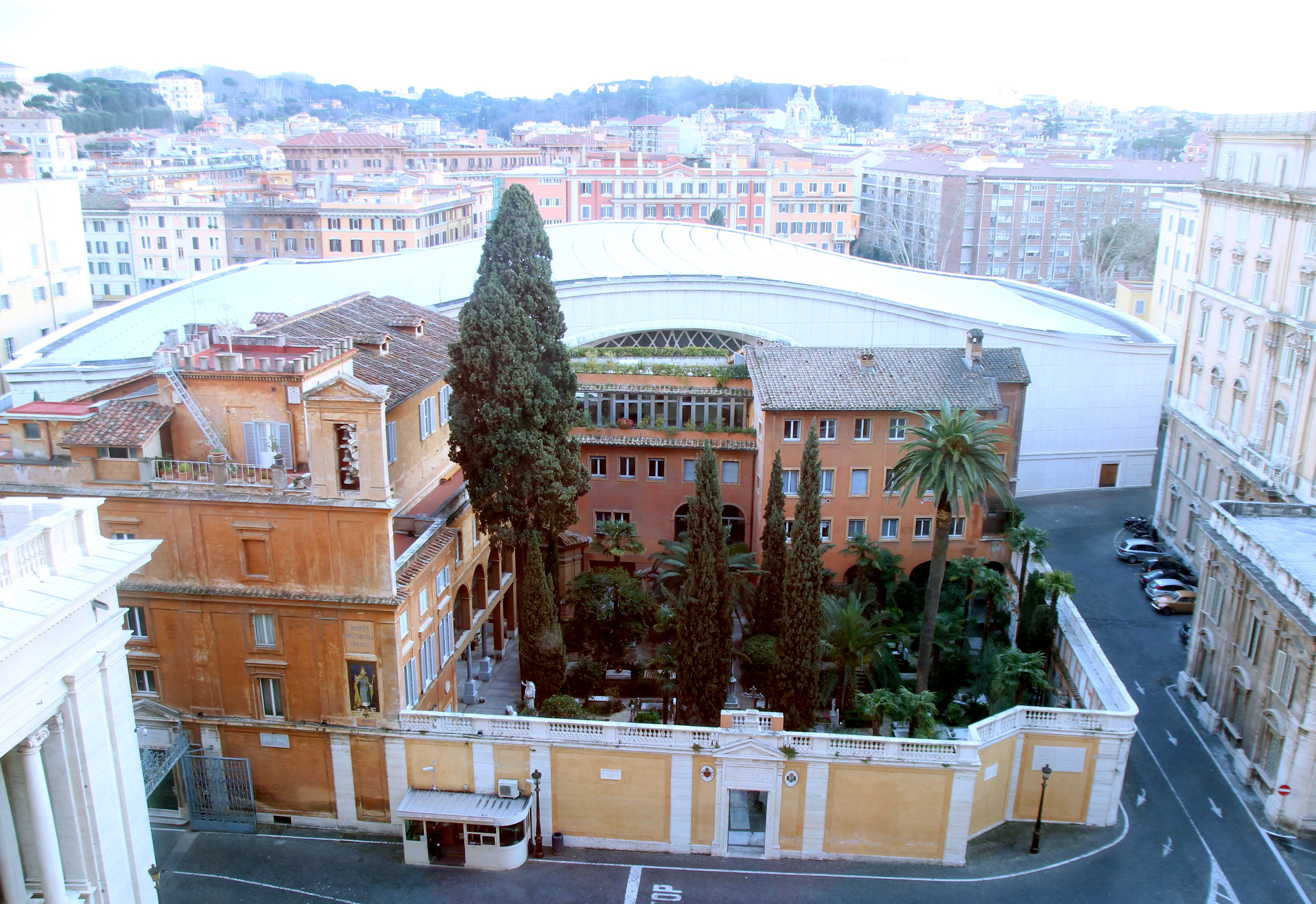
Vue de l'église et du Campo Santo Teutonico
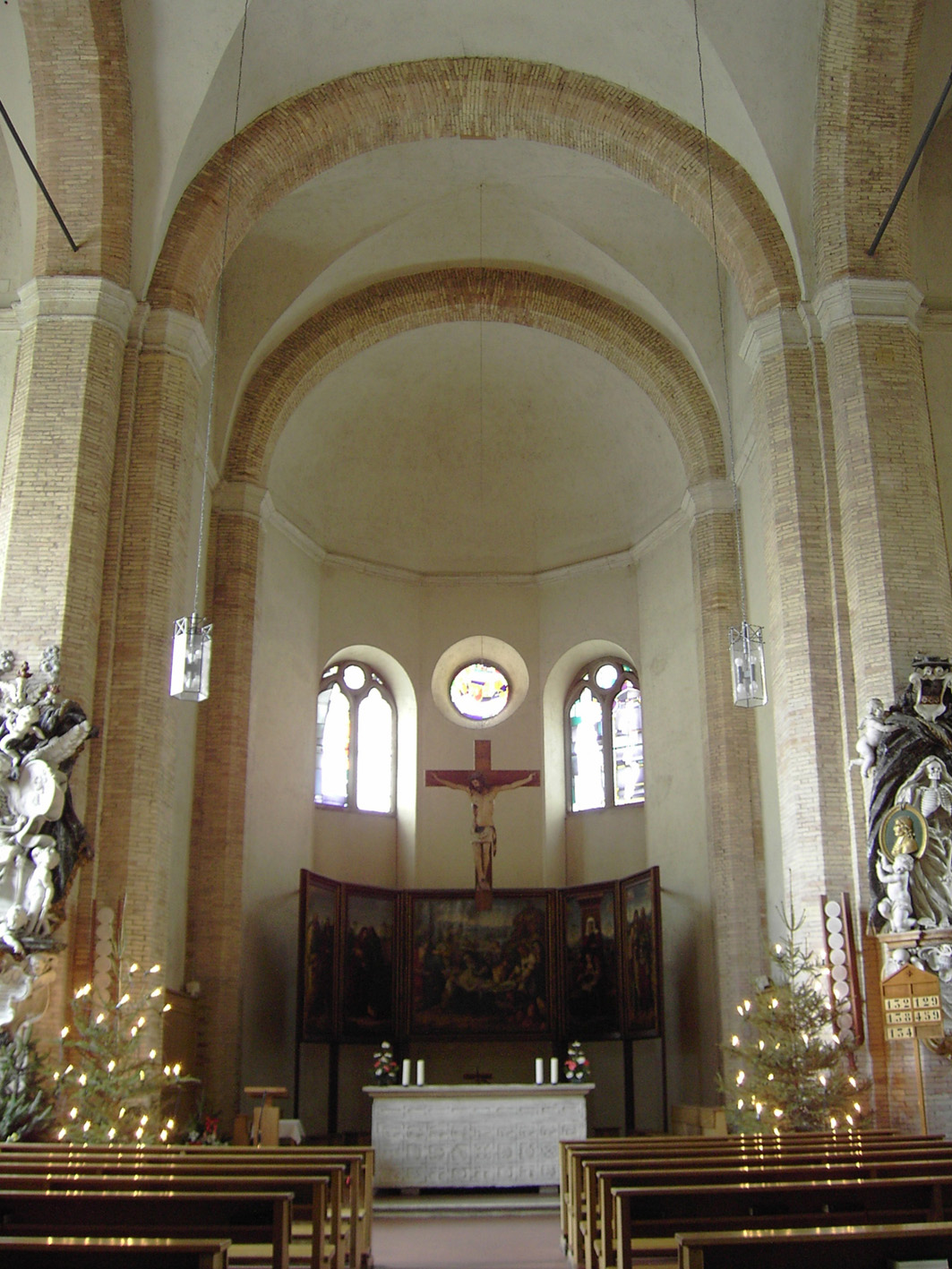
Intérieur et autel
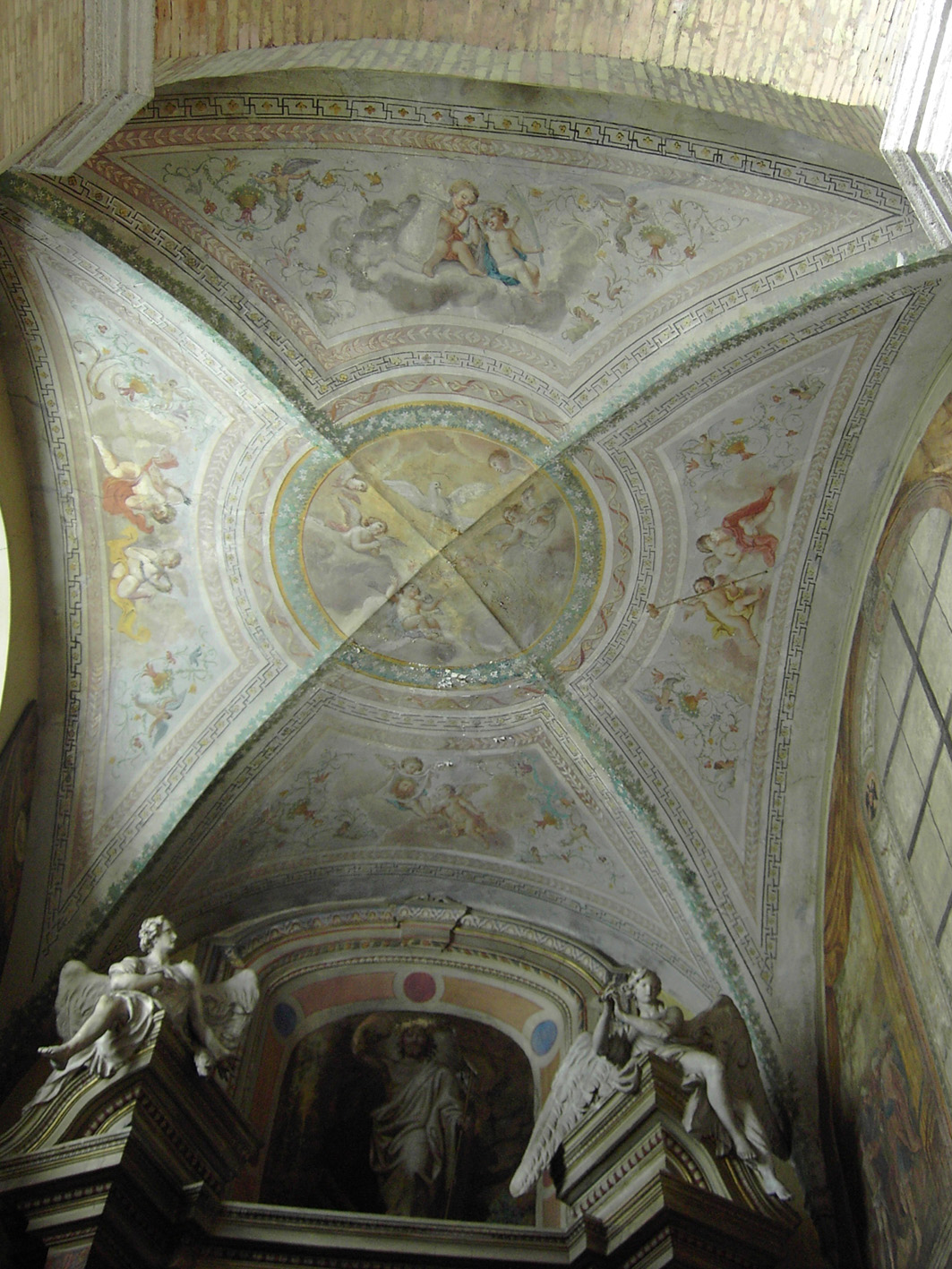
Plafond
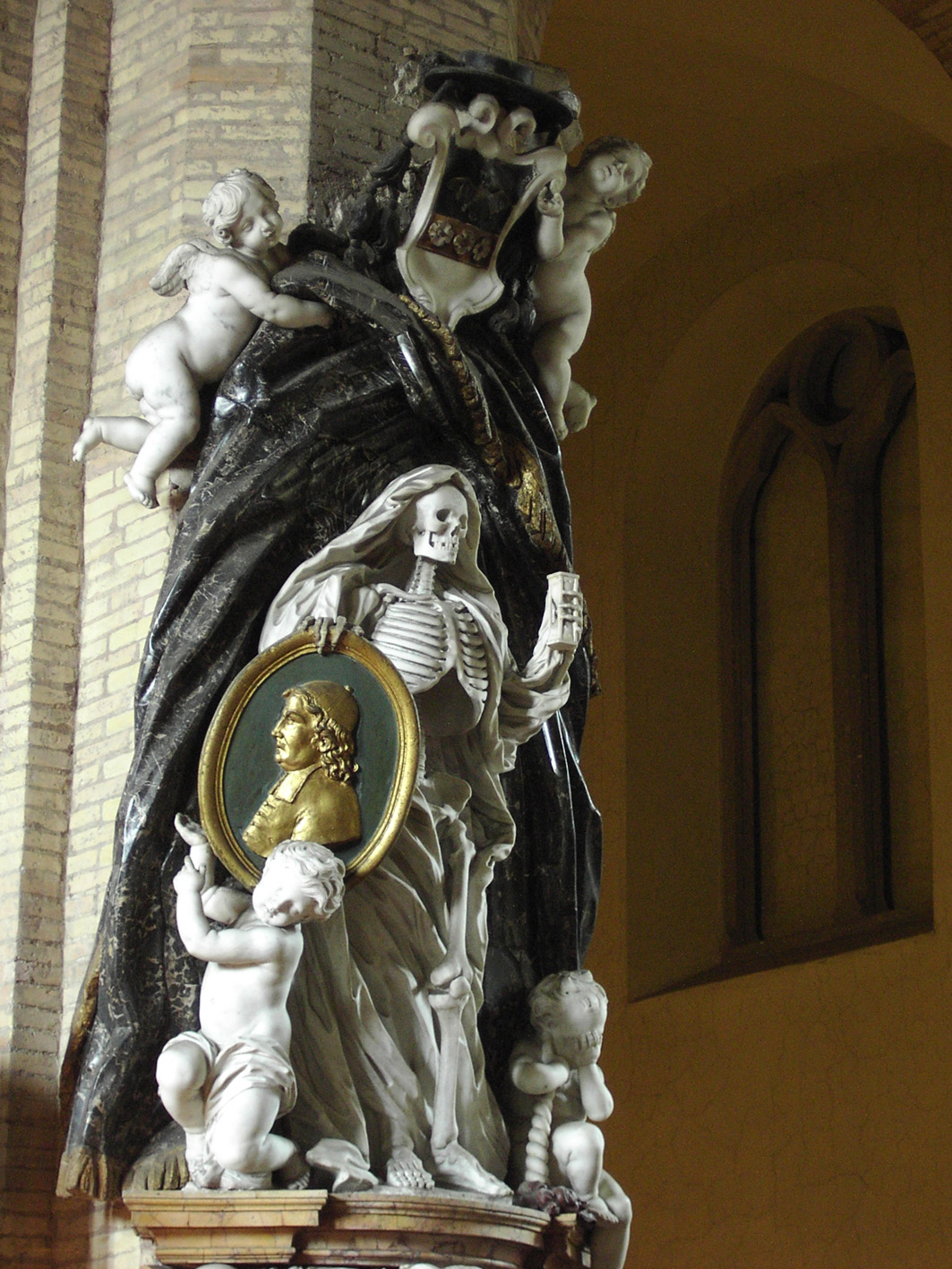